# James Iredell
James Iredell (Lewes, 5 ottobre 1751 – Edenton, 20 ottobre 1799) è stato uno dei primi giudici associati della Corte suprema degli Stati Uniti d'America. Nominato dal Presidente George Washington nel 1790, rimase in carica fino alla morte nel 1799.

## Biografia
Nato in Inghilterra, si trasferì in America nel 1768, lavorando alla dogana di Edenton. Studiò giurisprudenza e divenne un sostenitore della causa dell'indipendenza americana. Dopo la Rivoluzione divenne un leader del Partito Federalista nella Carolina del Nord.
Nel 1790 il Presidente George Washington lo nominò Giudice associato della Corte suprema, il più giovane fra i membri originali. Fu l'unico dissenziente nel caso Chisholm contro Georgia. Morì nel 1799, anche a causa dei viaggi che all'epoca i membri della Corte dovevano effettuare come circuit justice.
Gli fu intitolata la contea di Iredell. Il figlio James Iredell Jr. sarà governatore della Carolina del Nord e senatore.